# Oficiální server
Oficiální server (slang. „ofík“) je server, který slouží k placenému nebo neplacenému chodu aplikací, nejčastěji počítačových her. Jsou chápány jako protiklad freeserverů, což jsou servery udržované komunitou hráčů, nikoli oficiálními vývojáři. Vlastníkem oficiálního serveru je obvykle počítačová firma, která aplikaci nebo hru vyvinula.

## Typy
Standardně rozeznáváme dva typy her, které se hrají po Internetu - hry, které jsou stažené na počítači, a Internet tak slouží jako komunikace s herním serverem, nebo hry, které hrajeme "pouze" v internetovém prohlížeči. Rozlišování typů serveru (free a oficiální) je běžné pouze u prvního případu - u druhého je prakticky nemožné udělat freeserver.

## Oficiální server vs. freeserver
Oficiální servery a freeservery se od sebe obvykle dost liší, hlavně co se týče kvality. Obecně platí, že oficiální servery jsou kvalitnější - mají výkonnější hardware, hry mají méně bugů, menší latence, hraje tam více hráčů...
Rozlišování na "free" a "oficiální" servery se nejčastěji používá u MMORPG her jako je třeba World of Warcraft nebo Ultima Online, u strategických her jako je Starcraft nebo Warcraft a hojně také u FPS a TPS her jako je Call of Duty. Na neoficiálních serverech hrají někteří hráči proto, že mají nelegální kopii hry, nebo nechtějí platit měsíční poplatky. Většina oficiálních serverů placených her nebo her, za které se platí měsíční poplatek, vyžadují unikátní online klíč, který je možné získat pouze s originální hrou.